# Appoggio esterno
In politica, l'appoggio esterno è quell'accordo offerto da uno o più partiti, coalizioni o individui indipendenti, all'interno di una democrazia parlamentare, secondo cui tali soggetti si impegnano a sostenere il governo nei provvedimenti fondamentali come mozioni di fiducia e approvazione delle leggi di bilancio, votandone a favore (nel caso dell'appoggio esterno "attivo"), o astenendosi (nel caso dell'appoggio esterno "passivo"). Allo stesso tempo, tuttavia, questi partiti, coalizioni o individui si riservano normalmente il diritto di votare in altro modo, secondo le proprie opinioni politiche o la propria coscienza, in merito ai singoli progetti di legge.
Nei paesi anglosassoni l'appoggio esterno viene chiamato confidence and supply, con riferimento appunto ai voti sulla fiducia (confidence) e sull'approvazione del bilancio (supply bill).
Nel caso di un governo di coalizione, tuttavia, l'accordo è spesso stipulato ed è più formale di un semplice appoggio esterno, in quanto i membri dei partiti minori (cioè i partiti diversi dai più grandi) ottengono posizioni nel gabinetto e nei ruoli ministeriali e ci si può aspettare che detengano la frusta del governo sull'approvazione della legislazione.
Accordi di appoggio esterno possono accadere sia nei governi che possiedono una maggioranza assoluta in parlamento che in governi di minoranza (o di maggioranza relativa), ma in genere sono più comuni in questi ultimi due esempi.

## Fiducia
Nella maggior parte delle democrazie parlamentari, i membri di un parlamento possono proporre una mozione di fiducia o di sfiducia al governo o all'esecutivo. I risultati di tali mozioni mostrano quanto sostegno ha attualmente il governo in parlamento. Se una mozione di fiducia fallisce, o una mozione di sfiducia viene approvata, il governo di solito si dimette e consente ad altri politici di formare un nuovo governo o, qualora sia impossibile, indire una nuova elezione.

## Supporto alla legislazione
La maggior parte delle democrazie parlamentari richiede che il parlamento approvi un bilancio statale annuale, un disegno di legge di stanziamento o misure finanziarie occasionali affinché un governo possa pagare e attuare le sue politiche (Legge di bilancio). Il fallimento di un tale tipo di legge è, in effetti, molto grave e spesso è equiparabile, ma non sempre corrispondente, al fallimento di una mozione di fiducia, in quanto si evidenzia l'assenza del minimo supporto parlamentare necessario. Nel primo periodo dell'Inghilterra moderna, il controllo dei fondi era uno dei pochi modi del Parlamento di controllare il monarca.

## Esempi di appoggi esterni

### Australia
Il governo Gillard, supportato dal Partito Laburista Australiano, ha formato un governo di minoranza nel parlamento sospeso (“in stallo”) eletto alle elezioni federali del 2010 a seguito di un accordo di fiducia e supporto con tre parlamentari indipendenti e un parlamentare dei Verdi.

### Canada
Dopo le elezioni federali del 2021, che si sono tenute dopo uno scioglimento anticipato della Camera dei Comuni su consiglio del Primo Ministro Justin Trudeau (che puntava a passare da un Governo monocolore di minoranza ad uno Governo monocolore di maggioranza), poiché quest’ultime non hanno dato l’esito sperato, fornendo al Primo Ministro liberale solo 159 seggi su 338 e una situazione politica pressoché immutata rispetto al 2019, egli ha inizialmente dovuto formare un nuovo governo monocolore di minoranza, ma, in seguito, un accordo raggiunto con l’NDP di Jagmeet Singh, basato su alcune promesse nel campo dell’assistenza sanitaria (e specialmente quella odontoiatrica), hanno permesso al governo liberale di ottenere un appoggio esterno, seppur “passivo” (Astensione) del partito social-democratico nella legislazione e nella fiducia parlamentare, che ha consentito a quest’ultimo di avere una “proto-maggioranza assoluta” alla Camera dei Comuni. Nel settembre del 2024 i neodemocratici hanno ritirato l'appoggio, concludendo l'accordo con nove mesi di anticipo, a causa di differenze sulle politiche economiche con l'aumento del costo di vita.

### India
I governi nazionali del “Terzo Fronte” sono stati formati nel 1989 e nel 1996 con il sostegno esterno di uno dei due maggiori partiti, il BJP o l’INC.
Il CPI-M ha dato il proprio sostegno all’INC nel 2004-2008, ma in seguito ha ritirato il sostegno dopo l'accordo nucleare civile India-Stati Uniti.

### Irlanda
Dopo le elezioni generali del 2016, un governo di minoranza è stato formato da Fine Gael e alcuni indipendenti, supportato da un appoggio esterno (in irlandese muinín agus soláthar) di Fianna Fáil in cambio di una serie di impegni politici pubblicati dal governo. Fianna Fáil si astenne, quindi, sulla fiducia e sui voti di supporto, ma si riservò il diritto di votare a favore o contro qualsiasi disegno di legge proposto nel Dáil o nel Seanad. L'accordo doveva durare fino alla fine del 2018, con possibilità di rinnovo ed estensione all’intera legislatura quinquennale del Dáil. Ciò, è avvenuto il 12 dicembre 2018, quando il leader del Fianna Fáil, Micheál Martin, ha dichiarato che il suo partito avrebbe garantito che il governo sarebbe continuato per tutto il 2019 e che le elezioni si sarebbero tenute all'inizio del 2020.

### Giappone
In Giappone gli appoggi esterni si traducono solitamente in accordi detti "Cooperazione extra-governativa" (閣外協力?, kakugai kyōryoku). L'ultimo accordo di questo tipo è stato raggiunto dopo l'elezione della Camera dei rappresentanti nel 1996 tra Governo Hashimoto II, un governo monocolore dell’LDP un po' a corto di maggioranze in entrambe le camere, e due partiti che avevano formato una coalizione di governo con l'LDP fino alle elezioni: il Partito Socialdemocratico e Shinto Sakigake (NPH/NPS/Sakigake). Nel 1997, l'LDP aveva ottenuto una maggioranza propria alla Camera dei rappresentanti e sperava di riguadagnare il pieno controllo parlamentare nelle elezioni della Camera dei consiglieri del 1998. Invece, l'accordo di cooperazione è stato infine rescisso, mentre il governo ha perso seggi nelle elezioni del 1998, lasciando il controllo chiaro all'opposizione, una cosiddetta "dieta contorta" . Il governo Hashimoto si è dimesso per lasciare il posto a un nuovo governo, il Governo Obuchi, guidato dal primo ministro Keizō Obuchi che ha avviato negoziati formali con altre parti per formare un governo di coalizione entro gennaio 1999 (rimpasto del primo governo Obuchi).
Esiste un'altra forma implicita di cooperazione in cui partiti (di solito molto piccoli) che non fanno parte del governo si uniscono a uno dei partiti al potere in gruppi parlamentari misti in una o entrambe le camere della Dieta nazionale e votano con il governo. Un esempio recente sono stati i gruppi congiunti dell'LDP con il Partito per il Kokoro giapponese e il Nuovo Partito Daichi durante il secondo rimpasto del terzo governo Abe.

### Malesia
Un accordo di appoggio esterno è stato firmato il 13 settembre 2021 da Perikatan Nasional e Pakatan Harapan per rafforzare la stabilità politica durante la pandemia di COVID-19. Questo è il primo accordo del genere firmato per garantire la cooperazione di entrambe le fazioni.

### Nuova Zelanda
In Nuova Zelanda, la fiducia e gli accordi appoggio esterni sono comuni a causa del sistema proporzionale utilizzato nel paese. I partiti che forniscono l’appoggio esterno hanno, dunque, un ruolo più importante che in altri paesi, con i parlamentari dei partiti di supporto spesso nominati in portafogli ministeriali al di fuori del governo. La Nuova Zelanda ha codificato le procedure utilizzate per formare questi governi nel suo Manuale del Gabinetto.
L'amministrazione del Partito Nazionale di John Key ha formato un governo di minoranza nel 2008 grazie a un accordo di fiducia e fornitura con l'ACT, Futuro Unito e il Partito Maori. Un accordo simile nel 2005 aveva portato il Partito Laburista di Helen Clark a formare un governo di coalizione con il Partito Progressista, con il sostegno del partito New Zealand First e United Future. Dopo le elezioni del 2014, il Partito Nazionale ha riacceso gli accordi di fiducia e supporto con United Future, ACT e Partito Maori. Nel 2017, nonostante il Partito Nazionale abbia vinto più voti dei Laburisti alle elezioni, New Zealand First ha scelto di entrare in coalizione con quest’ultimo per aiutarli a cambiare il governo, con il sostegno del Partito dei Verdi.

### Portogallo
Le elezioni del 2019 hanno confermato una vittoria del Partito Socialista, che tuttavia ha ottenuto solo una maggioranza relativa di 108 seggi nel Parlamento portoghese. Ciò ha creato un governo di minoranza, sostenuto da partiti minori di sinistra, come il Blocco di Sinistra e il Partito Comunista, che tuttavia hanno ritirato il loro appoggio nella votazione per la legge di bilancio per il 2022, facendo scattare elezioni anticipate per il 30 gennaio 2022.

### Regno Unito
Tra il 1977 e il 1978, il Partito Laburista di Jim Callaghan rimase al potere grazie a un accordo di fiducia e supporto con il Partito Liberale, in un accordo che divenne noto come il “Lib-Lab Pact”. In cambio, il Partito Laburista ha accettato modeste concessioni politiche per il Partito Liberale.
All'indomani delle elezioni generali del 2017 che hanno lasciato il partito conservatore di Theresa May senza maggioranza, è stato concordato un accordo di fiducia e supporto con il Partito Unionista Democratico.

#### Accordi nei governi devoluti nel Regno Unito
La fiducia e gli accordi di sostegno sono più frequenti nelle legislature decentrate di Scozia e Galles a causa dell'uso della rappresentanza proporzionale.  Il Partito Nazionale Scozzese e il Partito Verde Scozzese avevano un accordo di fiducia e di sostegno nel Parlamento Scozzese. Il Partito Laburista Gallese e Plaid Cymru avevano un accordo di cooperazione simile nell’Assemblea gallese fino all'ottobre 2017.

### Spagna
In Spagna, il Governo Sánchez II, il primo governo di coalizione della storia democratica spagnola post-franchista, non riuscendo da solo (o quantomeno in coalizione con Podemos) a raggiungere i 175 seggi necessari per avere una maggioranza stabile, ricorse al supporto esterno di alcuni partiti regionalisti (come ERC, EAJ/PNV, EHB e altri partiti minori e misti) che, in cambio di una serie di promesse governative, hanno garantito il loro appoggio, seppur questo sia spesso “passivo” (Astensione) e solo “di convenienza reciproca”. Tale formazione, con l’aggiunta di Junts è continuata anche per il successivo Governo Sánchez III.

### Svezia
In Svezia, molto frequenti sono i casi in cui, per via della rappresentanza proporzionale usata nelle elezioni del Riksdag, è spesso necessario ricorrere a coalizioni o accordi di appoggio esterno. Il Governo Andersson, come i suoi predecessori (Governo Löfven I, II e III), è caratterizzato da una serie di partiti che supportano, sebbene in maniera diversa fra loro, il governo monocolore di minoranza a base socialdemocratica di Magdalena Andersson. Il loro appoggio, per via del meccanismo del “parlamentarismo negativo” vigente nel paese, si può suddividere in: “Attivo” e “Passivo”. 
L’appoggio esterno attivo, a cui partecipano solo i Verdi, è considerabile come il “classico” supporto favorevole al governo nella legislazione e nelle mozioni di fiducia, con le formazioni politiche che generalmente votano sempre a favore del governo, mentre l’appoggio esterno passivo è meno convenzionale: consistendo in una semplice astensione dal voto negli atti legislativi e, nelle mozioni di sfiducia specialmente, può garantire o meno la tenuta di un esecutivo, in quanto, in Svezia, un’astensione nelle mozioni di fiducia non è considerata come un voto contrario, ma come un’astensione vera e propria. È grazie a questo meccanismo che governi come quello Andersson, che detenevano 100 seggi su 349, sono potuti entrare in carica e svolgere tranquillamente le proprie funzioni con una “non-maggioranza” di 175 seggi a discapito di un’opposizione compatta di 174 seggi. A questo tipo di appoggio, dunque, sono ricorsi vari partiti, in cambio di alcune promesse sul bilancio, come il Partito di Centro e il Partito della Sinistra.